# Чимэдцэрэн, Сономын
Сономын Чимэдцэрэн (22 декабря 1932, Зуунмод — 2009) — монгольский шахматный композитор; преподаватель математики Монгольского государственнолго университета. С 1965 опубликовал свыше 200 задач и этюдов.

## Композиции
|   | a | b | c | d | e | f | g | h |   |
| - | --- | --- | --- | --- | --- | --- | --- | --- | - |
| 8 | a6 чёрный ферзь · e5 белая ладья · f5 чёрная пешка · b4 чёрная пешка · e4 чёрная пешка · f4 белая пешка · a3 чёрный король · b3 белая пешка · e3 белая пешка · a2 белая пешка · a1 белый король · d1 белая ладья | a6 чёрный ферзь · e5 белая ладья · f5 чёрная пешка · b4 чёрная пешка · e4 чёрная пешка · f4 белая пешка · a3 чёрный король · b3 белая пешка · e3 белая пешка · a2 белая пешка · a1 белый король · d1 белая ладья | a6 чёрный ферзь · e5 белая ладья · f5 чёрная пешка · b4 чёрная пешка · e4 чёрная пешка · f4 белая пешка · a3 чёрный король · b3 белая пешка · e3 белая пешка · a2 белая пешка · a1 белый король · d1 белая ладья | a6 чёрный ферзь · e5 белая ладья · f5 чёрная пешка · b4 чёрная пешка · e4 чёрная пешка · f4 белая пешка · a3 чёрный король · b3 белая пешка · e3 белая пешка · a2 белая пешка · a1 белый король · d1 белая ладья | a6 чёрный ферзь · e5 белая ладья · f5 чёрная пешка · b4 чёрная пешка · e4 чёрная пешка · f4 белая пешка · a3 чёрный король · b3 белая пешка · e3 белая пешка · a2 белая пешка · a1 белый король · d1 белая ладья | a6 чёрный ферзь · e5 белая ладья · f5 чёрная пешка · b4 чёрная пешка · e4 чёрная пешка · f4 белая пешка · a3 чёрный король · b3 белая пешка · e3 белая пешка · a2 белая пешка · a1 белый король · d1 белая ладья | a6 чёрный ферзь · e5 белая ладья · f5 чёрная пешка · b4 чёрная пешка · e4 чёрная пешка · f4 белая пешка · a3 чёрный король · b3 белая пешка · e3 белая пешка · a2 белая пешка · a1 белый король · d1 белая ладья | a6 чёрный ферзь · e5 белая ладья · f5 чёрная пешка · b4 чёрная пешка · e4 чёрная пешка · f4 белая пешка · a3 чёрный король · b3 белая пешка · e3 белая пешка · a2 белая пешка · a1 белый король · d1 белая ладья | 8 |
| 7 | a6 чёрный ферзь · e5 белая ладья · f5 чёрная пешка · b4 чёрная пешка · e4 чёрная пешка · f4 белая пешка · a3 чёрный король · b3 белая пешка · e3 белая пешка · a2 белая пешка · a1 белый король · d1 белая ладья | a6 чёрный ферзь · e5 белая ладья · f5 чёрная пешка · b4 чёрная пешка · e4 чёрная пешка · f4 белая пешка · a3 чёрный король · b3 белая пешка · e3 белая пешка · a2 белая пешка · a1 белый король · d1 белая ладья | a6 чёрный ферзь · e5 белая ладья · f5 чёрная пешка · b4 чёрная пешка · e4 чёрная пешка · f4 белая пешка · a3 чёрный король · b3 белая пешка · e3 белая пешка · a2 белая пешка · a1 белый король · d1 белая ладья | a6 чёрный ферзь · e5 белая ладья · f5 чёрная пешка · b4 чёрная пешка · e4 чёрная пешка · f4 белая пешка · a3 чёрный король · b3 белая пешка · e3 белая пешка · a2 белая пешка · a1 белый король · d1 белая ладья | a6 чёрный ферзь · e5 белая ладья · f5 чёрная пешка · b4 чёрная пешка · e4 чёрная пешка · f4 белая пешка · a3 чёрный король · b3 белая пешка · e3 белая пешка · a2 белая пешка · a1 белый король · d1 белая ладья | a6 чёрный ферзь · e5 белая ладья · f5 чёрная пешка · b4 чёрная пешка · e4 чёрная пешка · f4 белая пешка · a3 чёрный король · b3 белая пешка · e3 белая пешка · a2 белая пешка · a1 белый король · d1 белая ладья | a6 чёрный ферзь · e5 белая ладья · f5 чёрная пешка · b4 чёрная пешка · e4 чёрная пешка · f4 белая пешка · a3 чёрный король · b3 белая пешка · e3 белая пешка · a2 белая пешка · a1 белый король · d1 белая ладья | a6 чёрный ферзь · e5 белая ладья · f5 чёрная пешка · b4 чёрная пешка · e4 чёрная пешка · f4 белая пешка · a3 чёрный король · b3 белая пешка · e3 белая пешка · a2 белая пешка · a1 белый король · d1 белая ладья | 7 |
| 6 | a6 чёрный ферзь · e5 белая ладья · f5 чёрная пешка · b4 чёрная пешка · e4 чёрная пешка · f4 белая пешка · a3 чёрный король · b3 белая пешка · e3 белая пешка · a2 белая пешка · a1 белый король · d1 белая ладья | a6 чёрный ферзь · e5 белая ладья · f5 чёрная пешка · b4 чёрная пешка · e4 чёрная пешка · f4 белая пешка · a3 чёрный король · b3 белая пешка · e3 белая пешка · a2 белая пешка · a1 белый король · d1 белая ладья | a6 чёрный ферзь · e5 белая ладья · f5 чёрная пешка · b4 чёрная пешка · e4 чёрная пешка · f4 белая пешка · a3 чёрный король · b3 белая пешка · e3 белая пешка · a2 белая пешка · a1 белый король · d1 белая ладья | a6 чёрный ферзь · e5 белая ладья · f5 чёрная пешка · b4 чёрная пешка · e4 чёрная пешка · f4 белая пешка · a3 чёрный король · b3 белая пешка · e3 белая пешка · a2 белая пешка · a1 белый король · d1 белая ладья | a6 чёрный ферзь · e5 белая ладья · f5 чёрная пешка · b4 чёрная пешка · e4 чёрная пешка · f4 белая пешка · a3 чёрный король · b3 белая пешка · e3 белая пешка · a2 белая пешка · a1 белый король · d1 белая ладья | a6 чёрный ферзь · e5 белая ладья · f5 чёрная пешка · b4 чёрная пешка · e4 чёрная пешка · f4 белая пешка · a3 чёрный король · b3 белая пешка · e3 белая пешка · a2 белая пешка · a1 белый король · d1 белая ладья | a6 чёрный ферзь · e5 белая ладья · f5 чёрная пешка · b4 чёрная пешка · e4 чёрная пешка · f4 белая пешка · a3 чёрный король · b3 белая пешка · e3 белая пешка · a2 белая пешка · a1 белый король · d1 белая ладья | a6 чёрный ферзь · e5 белая ладья · f5 чёрная пешка · b4 чёрная пешка · e4 чёрная пешка · f4 белая пешка · a3 чёрный король · b3 белая пешка · e3 белая пешка · a2 белая пешка · a1 белый король · d1 белая ладья | 6 |
| 5 | a6 чёрный ферзь · e5 белая ладья · f5 чёрная пешка · b4 чёрная пешка · e4 чёрная пешка · f4 белая пешка · a3 чёрный король · b3 белая пешка · e3 белая пешка · a2 белая пешка · a1 белый король · d1 белая ладья | a6 чёрный ферзь · e5 белая ладья · f5 чёрная пешка · b4 чёрная пешка · e4 чёрная пешка · f4 белая пешка · a3 чёрный король · b3 белая пешка · e3 белая пешка · a2 белая пешка · a1 белый король · d1 белая ладья | a6 чёрный ферзь · e5 белая ладья · f5 чёрная пешка · b4 чёрная пешка · e4 чёрная пешка · f4 белая пешка · a3 чёрный король · b3 белая пешка · e3 белая пешка · a2 белая пешка · a1 белый король · d1 белая ладья | a6 чёрный ферзь · e5 белая ладья · f5 чёрная пешка · b4 чёрная пешка · e4 чёрная пешка · f4 белая пешка · a3 чёрный король · b3 белая пешка · e3 белая пешка · a2 белая пешка · a1 белый король · d1 белая ладья | a6 чёрный ферзь · e5 белая ладья · f5 чёрная пешка · b4 чёрная пешка · e4 чёрная пешка · f4 белая пешка · a3 чёрный король · b3 белая пешка · e3 белая пешка · a2 белая пешка · a1 белый король · d1 белая ладья | a6 чёрный ферзь · e5 белая ладья · f5 чёрная пешка · b4 чёрная пешка · e4 чёрная пешка · f4 белая пешка · a3 чёрный король · b3 белая пешка · e3 белая пешка · a2 белая пешка · a1 белый король · d1 белая ладья | a6 чёрный ферзь · e5 белая ладья · f5 чёрная пешка · b4 чёрная пешка · e4 чёрная пешка · f4 белая пешка · a3 чёрный король · b3 белая пешка · e3 белая пешка · a2 белая пешка · a1 белый король · d1 белая ладья | a6 чёрный ферзь · e5 белая ладья · f5 чёрная пешка · b4 чёрная пешка · e4 чёрная пешка · f4 белая пешка · a3 чёрный король · b3 белая пешка · e3 белая пешка · a2 белая пешка · a1 белый король · d1 белая ладья | 5 |
| 4 | a6 чёрный ферзь · e5 белая ладья · f5 чёрная пешка · b4 чёрная пешка · e4 чёрная пешка · f4 белая пешка · a3 чёрный король · b3 белая пешка · e3 белая пешка · a2 белая пешка · a1 белый король · d1 белая ладья | a6 чёрный ферзь · e5 белая ладья · f5 чёрная пешка · b4 чёрная пешка · e4 чёрная пешка · f4 белая пешка · a3 чёрный король · b3 белая пешка · e3 белая пешка · a2 белая пешка · a1 белый король · d1 белая ладья | a6 чёрный ферзь · e5 белая ладья · f5 чёрная пешка · b4 чёрная пешка · e4 чёрная пешка · f4 белая пешка · a3 чёрный король · b3 белая пешка · e3 белая пешка · a2 белая пешка · a1 белый король · d1 белая ладья | a6 чёрный ферзь · e5 белая ладья · f5 чёрная пешка · b4 чёрная пешка · e4 чёрная пешка · f4 белая пешка · a3 чёрный король · b3 белая пешка · e3 белая пешка · a2 белая пешка · a1 белый король · d1 белая ладья | a6 чёрный ферзь · e5 белая ладья · f5 чёрная пешка · b4 чёрная пешка · e4 чёрная пешка · f4 белая пешка · a3 чёрный король · b3 белая пешка · e3 белая пешка · a2 белая пешка · a1 белый король · d1 белая ладья | a6 чёрный ферзь · e5 белая ладья · f5 чёрная пешка · b4 чёрная пешка · e4 чёрная пешка · f4 белая пешка · a3 чёрный король · b3 белая пешка · e3 белая пешка · a2 белая пешка · a1 белый король · d1 белая ладья | a6 чёрный ферзь · e5 белая ладья · f5 чёрная пешка · b4 чёрная пешка · e4 чёрная пешка · f4 белая пешка · a3 чёрный король · b3 белая пешка · e3 белая пешка · a2 белая пешка · a1 белый король · d1 белая ладья | a6 чёрный ферзь · e5 белая ладья · f5 чёрная пешка · b4 чёрная пешка · e4 чёрная пешка · f4 белая пешка · a3 чёрный король · b3 белая пешка · e3 белая пешка · a2 белая пешка · a1 белый король · d1 белая ладья | 4 |
| 3 | a6 чёрный ферзь · e5 белая ладья · f5 чёрная пешка · b4 чёрная пешка · e4 чёрная пешка · f4 белая пешка · a3 чёрный король · b3 белая пешка · e3 белая пешка · a2 белая пешка · a1 белый король · d1 белая ладья | a6 чёрный ферзь · e5 белая ладья · f5 чёрная пешка · b4 чёрная пешка · e4 чёрная пешка · f4 белая пешка · a3 чёрный король · b3 белая пешка · e3 белая пешка · a2 белая пешка · a1 белый король · d1 белая ладья | a6 чёрный ферзь · e5 белая ладья · f5 чёрная пешка · b4 чёрная пешка · e4 чёрная пешка · f4 белая пешка · a3 чёрный король · b3 белая пешка · e3 белая пешка · a2 белая пешка · a1 белый король · d1 белая ладья | a6 чёрный ферзь · e5 белая ладья · f5 чёрная пешка · b4 чёрная пешка · e4 чёрная пешка · f4 белая пешка · a3 чёрный король · b3 белая пешка · e3 белая пешка · a2 белая пешка · a1 белый король · d1 белая ладья | a6 чёрный ферзь · e5 белая ладья · f5 чёрная пешка · b4 чёрная пешка · e4 чёрная пешка · f4 белая пешка · a3 чёрный король · b3 белая пешка · e3 белая пешка · a2 белая пешка · a1 белый король · d1 белая ладья | a6 чёрный ферзь · e5 белая ладья · f5 чёрная пешка · b4 чёрная пешка · e4 чёрная пешка · f4 белая пешка · a3 чёрный король · b3 белая пешка · e3 белая пешка · a2 белая пешка · a1 белый король · d1 белая ладья | a6 чёрный ферзь · e5 белая ладья · f5 чёрная пешка · b4 чёрная пешка · e4 чёрная пешка · f4 белая пешка · a3 чёрный король · b3 белая пешка · e3 белая пешка · a2 белая пешка · a1 белый король · d1 белая ладья | a6 чёрный ферзь · e5 белая ладья · f5 чёрная пешка · b4 чёрная пешка · e4 чёрная пешка · f4 белая пешка · a3 чёрный король · b3 белая пешка · e3 белая пешка · a2 белая пешка · a1 белый король · d1 белая ладья | 3 |
| 2 | a6 чёрный ферзь · e5 белая ладья · f5 чёрная пешка · b4 чёрная пешка · e4 чёрная пешка · f4 белая пешка · a3 чёрный король · b3 белая пешка · e3 белая пешка · a2 белая пешка · a1 белый король · d1 белая ладья | a6 чёрный ферзь · e5 белая ладья · f5 чёрная пешка · b4 чёрная пешка · e4 чёрная пешка · f4 белая пешка · a3 чёрный король · b3 белая пешка · e3 белая пешка · a2 белая пешка · a1 белый король · d1 белая ладья | a6 чёрный ферзь · e5 белая ладья · f5 чёрная пешка · b4 чёрная пешка · e4 чёрная пешка · f4 белая пешка · a3 чёрный король · b3 белая пешка · e3 белая пешка · a2 белая пешка · a1 белый король · d1 белая ладья | a6 чёрный ферзь · e5 белая ладья · f5 чёрная пешка · b4 чёрная пешка · e4 чёрная пешка · f4 белая пешка · a3 чёрный король · b3 белая пешка · e3 белая пешка · a2 белая пешка · a1 белый король · d1 белая ладья | a6 чёрный ферзь · e5 белая ладья · f5 чёрная пешка · b4 чёрная пешка · e4 чёрная пешка · f4 белая пешка · a3 чёрный король · b3 белая пешка · e3 белая пешка · a2 белая пешка · a1 белый король · d1 белая ладья | a6 чёрный ферзь · e5 белая ладья · f5 чёрная пешка · b4 чёрная пешка · e4 чёрная пешка · f4 белая пешка · a3 чёрный король · b3 белая пешка · e3 белая пешка · a2 белая пешка · a1 белый король · d1 белая ладья | a6 чёрный ферзь · e5 белая ладья · f5 чёрная пешка · b4 чёрная пешка · e4 чёрная пешка · f4 белая пешка · a3 чёрный король · b3 белая пешка · e3 белая пешка · a2 белая пешка · a1 белый король · d1 белая ладья | a6 чёрный ферзь · e5 белая ладья · f5 чёрная пешка · b4 чёрная пешка · e4 чёрная пешка · f4 белая пешка · a3 чёрный король · b3 белая пешка · e3 белая пешка · a2 белая пешка · a1 белый король · d1 белая ладья | 2 |
| 1 | a6 чёрный ферзь · e5 белая ладья · f5 чёрная пешка · b4 чёрная пешка · e4 чёрная пешка · f4 белая пешка · a3 чёрный король · b3 белая пешка · e3 белая пешка · a2 белая пешка · a1 белый король · d1 белая ладья | a6 чёрный ферзь · e5 белая ладья · f5 чёрная пешка · b4 чёрная пешка · e4 чёрная пешка · f4 белая пешка · a3 чёрный король · b3 белая пешка · e3 белая пешка · a2 белая пешка · a1 белый король · d1 белая ладья | a6 чёрный ферзь · e5 белая ладья · f5 чёрная пешка · b4 чёрная пешка · e4 чёрная пешка · f4 белая пешка · a3 чёрный король · b3 белая пешка · e3 белая пешка · a2 белая пешка · a1 белый король · d1 белая ладья | a6 чёрный ферзь · e5 белая ладья · f5 чёрная пешка · b4 чёрная пешка · e4 чёрная пешка · f4 белая пешка · a3 чёрный король · b3 белая пешка · e3 белая пешка · a2 белая пешка · a1 белый король · d1 белая ладья | a6 чёрный ферзь · e5 белая ладья · f5 чёрная пешка · b4 чёрная пешка · e4 чёрная пешка · f4 белая пешка · a3 чёрный король · b3 белая пешка · e3 белая пешка · a2 белая пешка · a1 белый король · d1 белая ладья | a6 чёрный ферзь · e5 белая ладья · f5 чёрная пешка · b4 чёрная пешка · e4 чёрная пешка · f4 белая пешка · a3 чёрный король · b3 белая пешка · e3 белая пешка · a2 белая пешка · a1 белый король · d1 белая ладья | a6 чёрный ферзь · e5 белая ладья · f5 чёрная пешка · b4 чёрная пешка · e4 чёрная пешка · f4 белая пешка · a3 чёрный король · b3 белая пешка · e3 белая пешка · a2 белая пешка · a1 белый король · d1 белая ладья | a6 чёрный ферзь · e5 белая ладья · f5 чёрная пешка · b4 чёрная пешка · e4 чёрная пешка · f4 белая пешка · a3 чёрный король · b3 белая пешка · e3 белая пешка · a2 белая пешка · a1 белый король · d1 белая ладья | 1 |
|   | a | b | c | d | e | f | g | h |   |

1.Крa1-b1! Фa6-b5 (на любой другой ход последует 2.Лdd5, сокращая решение) 2.Ле5-e7 Фa6-b6 (иначе 3.Лdd7)  3.Лe7-f7 Фa6-b6 4.Лd1-d5 Фb6-c5 5.Лd5-d8 Фc5-a5 6.Лf7-b7 Фa5-a6 7.Лb7-b5 Фa6-a7 8.Лd8-d5 Фa7-a4 9.Лb5-a5 Фa4:a5 10.Лd5:a5# Победа над сильнейшей фигурой соперника достигается тонким
маневрированием ладей.